# Municipio de Hartland (Míchigan)
El municipio de Hartland (en inglés: Hartland Township) es un municipio ubicado en el condado de Livingston en el estado estadounidense de Míchigan. En el año 2010 tenía una población de 14663 habitantes y una densidad poblacional de 151,8 personas por km².

## Geografía
El municipio de Hartland se encuentra ubicado en las coordenadas 42°38′57″N 83°44′26″O / 42.64917, -83.74056. Según la Oficina del Censo de los Estados Unidos, el municipio tiene una superficie total de 96.59 km², de la cual 92.87 km² corresponden a tierra firme y (3.86%) 3.72 km² es agua.

## Demografía
Según el censo de 2010, había 14663 personas residiendo en el municipio de Hartland. La densidad de población era de 151,8 hab./km². De los 14663 habitantes, el municipio de Hartland estaba compuesto por el 96.6% blancos, el 0.46% eran afroamericanos, el 0.27% eran amerindios, el 0.99% eran asiáticos, el 0.02% eran isleños del Pacífico, el 0.39% eran de otras razas y el 1.28% pertenecían a dos o más razas. Del total de la población el 2.31% eran hispanos o latinos de cualquier raza.